# Демблин
Дѐмблин (на полски: Dęblin) е град в Източна Полша, Люблинско войводство, Ришки окръг. Административно е обособен в самостоятелна градска община с площ 38,33 км2.